# Морозов Іван Сергійович
Іва́н Сергі́йович Моро́зов (нар. 2 вересня 1936, Російська Федерація) — радянський військовий діяч, генерал-полковник, командувач військ Одеського військового округу. Депутат Верховної Ради СРСР 11-го скликання. Народний депутат СРСР у 1989—1991 роках. Член ЦК КПУ в 1990—1991 р.

## Біографія
Член КПРС з 1957 року.
Закінчив Петрозаводське військове училище (1954—1957),  Військову академію імені Фрунзе (1967—1970), Військову академію Генерального штабу СРСР імені Ворошилова (1975—1977).
Перебував на командних посадах у радянській армії.
У 1980—1982 роках — начальник штабу 15-ї армії Далекосхідного військового округу.
У 1982—1984 роках — командувач 35-ї армії Далекосхідного військового округу.
У вересні 1984 — грудні 1986 р. — 1-й заступник командувача військ Далекосхідного військового округу.
У грудні 1986 — січні 1992 року — командувач військ Одеського військового округу.
У 1992 році виїхав до Москви. Головний військовий інспектор військового комісаріату Московської області.

## Звання
- генерал-лейтенант
- генерал-полковник (7.05.1987)

## Нагороди
- орден Жовтневої Революції
- орден «Знак Пошани»
- ордени
- медалі